# Hugo Velásquez
Hugo X. Velásquez est un céramiste mexicain. Ami d'Alberto Isaac, il joue également dans certains de ses films.

## Filmographie
- 1965 : En este pueblo no hay ladrones d'Alberto Isaac
- 1968 : Las visitaciones del diablo d'Alberto Isaac
- 1973 : John Reed, Mexico insurgente de Paul Leduc